# Arsène Millocheau
Arsène Millocheau fue un ciclista francés de los principios de los años 90. Nació en Champseru en 1867.
Participó en el Tour de Francia 1903, el primer Tour, y acabó último, finalizando a 64 horas, 57 minutos y 8 segundos detrás del ganador Maurice Garin, consiguiendo así la lanterne rouge.
Murió en París en 1948 a los 81 años de edad.